# 수이리향

수이리 향의 위치

수이리향(중국어: 水里鄉, 병음: Shuǐlǐ Xiāng)은 중화민국 난터우 현의 향이다. 넓이는 106.8424km2이고, 인구는 2015년 8월 기준으로 18,449명이다.

## 지리
난터우 현의 중부에 위치하고 북쪽으로 궈싱 향, 서쪽으로 중랴오 향, 지지 진, 루구 향, 동쪽으로 위츠 향, 신이 향, 남쪽으로 신이 향과 접한다.

## 교통
- 타이완 철로관리국 지지 선

## 같이 보기
- 난터우현